# 宮本武蔵 (2014年のテレビドラマ)
『宮本武蔵』（みやもとむさし）は、2014年3月15日・16日に2夜連続でテレビ朝日開局55周年記念番組として系列局で放送されたスペシャルドラマ。
主演は当時SMAPのメンバーだった木村拓哉で、時代劇への出演は2006年の映画『武士の一分』以来8年ぶりで、テレビ朝日のドラマ出演は1995年の『君は時のかなたへ』以来19年ぶりとなる。キャッチコピーは、「斬った数だけ、強くなれた。斬った数だけ、涙を流した。」。視聴率は、第一夜が14.2%、第二夜が12.6%（関東地区）。

## 概要
原作は吉川英治の同名小説で、ドラマ化は2003年に放送されたNHK大河ドラマ『武蔵 MUSASHI』以来11年ぶり。アクション監修に、ジャッキー・チェンが会長を務める香港動作特技演員公會の唯一の日本人会員である谷垣健治を迎え、殺陣のシーンでは、刀を「本当に当てる」という今までにない手法が取り入れられた。
キャスティングやビジュアルのイメージに、原作を同じくする井上雄彦の漫画『バガボンド』の影響が見られるとの意見もある。ちなみに木村は後の2021年6月13日に配信された冠番組『木村さ〜〜ん!』で好きな漫画５選の話の中で選外ながら『バガボンド』を挙げている。

## 放送時間
第1夜
- 土曜21:00 - 23:21（JST）
  - 21:00の『土曜ワイド劇場』は休止。23:06のミニ番組（関東では『YOU MAY DREAM』）以降は30分繰り下げ。
  - 20:58 - 21:00（本来の『今夜の土曜ワイド劇場』）では、『今夜のドラマスペシャル』を放送。

第2夜
- 日曜21:00 - 23:24（JST）
  - 21:00の『日曜エンターテインメント』は休止（本作は『日曜エンタ』扱いはされない）。23:10のミニ番組（関東では『For〜歓声を生んだ感動ストーリー〜』）以降は15分繰り下げ。
  - 20:54 - 21:00では『今夜のドラマスペシャル』を放送、『ANNニュース・あすの空もよう』は休止された。

## キャスト
- 宮本武蔵 - 木村拓哉
- 佐々木小次郎 - 沢村一樹
- お通 - 真木よう子
- 吉岡清十郎 - 松田翔太
- 朱実 - 夏帆
- お甲 - 高岡早紀
- 吉岡伝七郎 - 青木崇高
- 本阿弥光悦 - 森本レオ
- 植田良平 - 東幹久
- 祇園藤次 - デビット伊東
- 青木丹左衛門 - 鶴見辰吾
- 池田輝政 - 笹野高史
- 石母田外記 - 竜雷太
- 法師 - 平泉成
- 伊織 - 鈴木福
- 阿厳 - 宇梶剛士
- 木村助九郎 - 袴田吉彦
- 細川忠利 - 渡辺大
- 岩間角兵衛 - 今井雅之
- 佐助 - 緋田康人
- 赤壁八十馬 - ガダルカナル・タカ
- 庄田喜左衛門 - 高杉亘
- 紹由老人 - 谷口高史
- 宮本村の権叔父 - 赤塚真人
- 村田与蔵 - 篠塚勝
- 奈良井大蔵 - 鶴田忍
- 出淵孫兵衛 - 比留間由哲
- 住持日観 - 西田敏行
- 吉野太夫 - 中谷美紀
- お杉 - 倍賞美津子
- 柳生石舟斎 - 武田鉄矢
- 妙秀尼 - 八千草薫
- 本位田又八 - ユースケ・サンタマリア
- 沢庵 - 香川照之
- ナレーション - 市原悦子

## スタッフ
- 原作 - 吉川英治 『宮本武蔵』（講談社）
- 監督 - 兼﨑涼介
- 脚本 - 佐藤嗣麻子
- 音楽 - 服部隆之
- 撮影 - 唐沢悟
- 照明 - 木村明生
- 美術 - 吉田孝
- 録音・整音 - 松陰信彦
- 編集 - 米田武朗
- 記録 - 永倉美香
- 助監督 - 匂坂力祥
- VE - 平野裕城
- 選曲 - 桜田佳美
- 衣装 - 松田孝
- 特殊メイク - 飯田文江
- かつら - 山崎かつら
- 和楽監修 - 中本哲
- 舞踊指導 - 猿若加於理
- 琵琶指導 - 友吉鶴心
- 笛指導 - 西脇けい子
- 刀剣研磨指導 - 玉置城二
- 方言指導 - 北川肇、桃山みつる、早川丈二
- アクション監修 - 谷垣健治
- スタント・コーディネーター - 福嶌徹、川本直弘、吉田浩之
- 撮影協力 - 萬福寺、教林坊、二条城、二尊院、上賀茂神社、仁和寺、伊賀上野城、大覚寺、安楽寺、神戸海洋博物館、興福寺、東映太秦映画村 ほか
- ゼネラルプロデューサー - 横地郁英
- プロデューサー - 大江達樹、川島誠史、河瀬光（東映）
- 制作協力 - 東映
- 制作著作 - テレビ朝日